# Foxy Brown
Foxy Brown, właściwie Inga Fung Marchand (ur. 6 września 1978 na Brooklynie w Nowym Jorku) – amerykańska raperka.
W 1996 r. zadebiutowała albumem "Ill Na Na". Płyta ta sprzedała się w nakładzie 1,5 miliona egzemplarzy i osiągnęła 7. miejsce na liście Billboardu. W tworzeniu tej kompozycji pomagali m.in. Method Man, Mobb Deep i Jay-Z, który pisał dla niej teksty piosenek.
Na jej czwartym albumie, Brooklyn’s Don Diva, dwa utwory wyprodukował polski producent Matheo. Najnowszy album pt. Black Roses, był nagrywany przez 5 lat, od 2004 do 2009 r., jednak nie został wydany. W 2010 r. prace nad albumem zostały wstrzymane.
Opracowane na podstawie źródła:

## Dyskografia
- Ill Na Na (1996)
- Chyna Doll (1999)
- Broken Silence (2001)
- Brooklyn’s Don Diva (2008)

## Filmografia
- 1998 – Woo
- 2004 – Fade to Black